# Deres sensommer
Deres sensommer (originaltitel On Golden Pond) er en amerikansk film fra 1981 baseret på skuespillet af Ernest Thompson.
Filmen blev indspillet ved Squam Lake, New Hampshire og fik premiere i USA den 4. december 1981. Filmen var Henry Fondas sidste, samt den første og eneste, hvor far og datter spiller sammen. Musikken i filmen er komponeret af Dave Grusin.

## Handling
Filmen handler om alderdom og dens forfald, en familie og dens problemer. Datteren Chelsey besøger sine forældre Ethel og Norman Thayer i deres sommerhus ved Golden Pond. Chelsey rejser til Europa med sin ven Billy og hans søn Billy jr. Bliver overladt til sine forældre. Denne dreng vækker Norman ud af sit letagie og familien finder sammen. Datteren får endelig det forhold til sin far som hun altid har ønsket sig. Hele filmen igennem mægler Ethel mellem datter og far. På en kærlig og forstående måde øger hun sympatien for sin mand. Familien overstår en årelang krise, hvor de var blevet fremmede for hinanden. 

## Medvirkende
- Katharine Hepburn i rollen som Ethel Thayer
- Henry Fonda i rollen som Norman Thayer Jr
- Jane Fonda i rollen som Chelsea Thayer Wayne
- Doug McKeon i rollen som Billy Ray
- Dabney Coleman i rollen som Bill Ray
- William Lanteau i rollen som Charlie Martin
- Christopher Rydell i rollen som Sumner Todd

## Priser og nomineringer
- Oscar for bedste mandlige hovedrolle – Henry Fonda (med sine 76 år var han den ældste, der fik en Oscar i denne kategori)
- Oscar for bedste kvindelige hovedrolle – Katharine Hepburn (dette var hendes 4. Oscar i denne kategori, hvilket er rekord)
- Oscar for bedste manuskript – Ernest Thompson
- Nomineret til Oscar for bedste kvindelige birolle – Jane Fonda
- Nomineret til Oscar for bedste instruktør – Mark Rydell
- Nomineret til Oscar for bedste fotografering – Billy Williams
- Nomineret til Oscar for bedste film – Bruce Gilbert
- Nomineret til Oscar for bedste musik – Dave Crusin
- Nomineret til Oscar for bedste lyd – Richard Portman og David M. Ronne
- Golden Globe for bedste dramafilm
- Golden Globe for bedste skuespiller i en dramafilm – Henry Fonda
- Golden Globe for bedste manuskript – Ernest Thompson
- Writers Guild of America – WGA Award: Bedste filmatisering – Ernest Thompson og Donald Stewart
- British film award: Bedste skuespillerinde – Katharine Hepburn
- National Board of Review, NBR Award: Bedste skuespiller – Henry Fonda

## Anekdote
I Danmark er skuespillet opført på Det Kgl. Teater af Ghita Nørby i rollen som Ethel Thayer og Jørgen Reenberg i rollen som Norman Thayer.

## Ekstern henvisning
- Deres sensommer på Internet Movie Database (engelsk)
- Deres sensommer på Filmdatabasen
- Deres sensommer på Scope
- Deres sensommer i Svensk Filmdatabas (svensk)
- Deres sensommer på AlloCiné (fransk)
- Deres sensommer på MovieMeter (nederlandsk)
- Deres sensommer på AllMovie (engelsk)
- Deres sensommer hos American Film Institute (engelsk)
- Deres sensommers profil hos Encyclopædia Britannica Online (engelsk)
- Deres sensommer på Turner Classic Movies (engelsk)